# José Vieira da Costa
José Vieira da Costa, né le 13 février 1908 et mort en août 1981, était un arbitre portugais de football. 

## Carrière
Il a officié dans des compétitions majeures : 
- Coupe Latine de football 1953 (finale)
- Coupe du monde de football de 1954 (1 match)